# Натуральный вывод
Натуральный вывод (естественный вывод) — тип логических исчислений, использующий для доказательства утверждений правила вывода, близкие к обычным содержательным методам рассуждений.
Впервые такие исчисления созданы в 1934 году независимо Генценом и Яськовским. Наряду с исчислением секвенций относятся генценовскому типу, поскольку отталкиваются от безаксиоматического подхода (в противоположность гильбертовским исчислениям, использующим развитые наборы аксиом и минимум правил вывода). Наиболее известные системы натурального вывода — разработанные Генценом {\displaystyle \mathbf {NK} } (для классического варианта исчисления предикатов) и {\displaystyle \mathbf {NJ} } (для интуиционистского исчисления предикатов).
Правила вывода в исчислении {\displaystyle \mathbf {NJ} }:
- введение конъюнкции:
{\displaystyle {\cfrac {A\quad B}{A\wedge B}}} («если верно {\displaystyle A} и {\displaystyle B}, то можно заключить {\displaystyle A\wedge B}»);
- исключение конъюнкции:
{\displaystyle {\cfrac {A\wedge B}{A}}} и {\displaystyle {\cfrac {A\wedge B}{B}}};
- введение дизъюнкции:
{\displaystyle {\cfrac {A}{A\vee B}}} и {\displaystyle {\cfrac {B}{A\vee B}}};
- исключение дизъюнкции:
{\displaystyle {\begin{aligned}A\quad B\\\vdots \;\quad \vdots \;\\{\cfrac {A\vee B\quad C\quad C}{C}}\end{aligned}}} («если верно {\displaystyle A\vee B}, из {\displaystyle A} выводится {\displaystyle C} и из {\displaystyle B} выводится {\displaystyle C}, то можно заключить {\displaystyle C}»);
- введение квантора всеобщности:
{\displaystyle {\cfrac {Fa}{\forall {x}Fx}}};
- исключение квантора всеобщности:
{\displaystyle {\cfrac {\forall {x}Fx}{Fa}}};
- введение квантора существования:
{\displaystyle {\cfrac {Fa}{\exists {x}Fx}}};
- исключение квантора существования:
{\displaystyle {\begin{aligned}Fa\\\vdots \;\\{\cfrac {\exists {x}Fx\quad C}{C}}\end{aligned}}};
- введение импликации:
{\displaystyle {\begin{aligned}A\\\vdots \;\\{\cfrac {\quad B}{A\Rightarrow B}}\end{aligned}}};
- исключение импликации (modus ponens):
{\displaystyle {\cfrac {A\quad A\Rightarrow B}{B}}};
- введение отрицания:
{\displaystyle {\begin{aligned}A\\\vdots \;\\{\cfrac {\quad \bot }{\neg A}}\end{aligned}}};
- исключение отрицания:
{\displaystyle {\cfrac {A\quad \neg A}{\bot }}};
- выведение из ложного высказывания:
{\displaystyle {\cfrac {\bot }{A}}}.

Классическая система {\displaystyle \mathbf {NK} } получается присоединением к этим правилам вывода аксиомы {\displaystyle A\vee \neg A} или добавлением правила двойного отрицания {\displaystyle {\cfrac {\neg \neg A}{A}}}.